# 永野設備工業
永野設備工業株式会社（ながのせつびこうぎょう）は、大阪府岸和田市で衛生設備工事を中心とした管工事業を行う会社。

## 概要
2001年の創業以来、衛生設備工事を中心に事業を展開。昨今ではEコマース事業の「住設ドットコム」を運営し一般顧客を中心に展開を行っている。

## 沿革
- 2000 年 04 月   大阪府岸和田市三田町に水道工事を目的として永野設備工業 創
- 2001 年 09 月   資本金 1,000 万円にて永野設備工業株式会社を設立
- 2003 年 04 月   住宅設備機器のオンラインショップ「住設ドットコム」の運営を開始
- 2004 年 04 月   YAHOO ショッピングにおいて「住設ドットコム YAHOO 店」の運営を開始
- 2005 年 05 月   建設業許可 大阪府知事 管工事業を取得
- 2005 年 09 月   楽天市場において「住設楽天市場店」の運営を開始
- 2006 年 09 月   リフォーム市場に進出、INAX の協力の下「INAX ライファ岸和田店」を大阪府岸和田市にオープン
- 2009 年 08 月   市場のニーズの変化にともない、「住設ドットコム」公式サイトを全面リニューアル
- 2010 年 04 月   和歌山県海南市に和歌山営業所を開設
- 2010 年 11 月   大阪府岸和田市に物流センターを開設
- 2011 年 09 月   リフォーム事業部を「INAX リフォーム LIFA」から自社ブランド「住設ドットコムリフォーム」として運営を開始
- 2013 年 07 月   和歌山営業所を和歌山支店に改称
- 2014 年 10 月   資本金を 3,000 万円に増資
- 2015 年 05 月   「プライバシーマーク(P マーク)」を取得
- 2015 年 08 月   楽天市場において「リフォームネクスト楽天店」の運営を開始 2015 年 10 月   資本金を 3,187 万円に増資
- 2016 年 04 月   EC サイト「リフォームネクスト」の運営を開始
- 2017 年 06 月   板橋営業所を板橋区中丸町に開始
- 2019 年 05 月   日本 PC サービス株式会社様と業務提携
- 2020 年 01 月   堀内商事株式会社と資本業務提携
- 2021 年 04 月   物流センターを住設事業本部に改称、岸和田市三田町から岸和田市土生町に移転
- 2021 年 10 月   大阪本店を中央区谷町から福島区福島に移転
- 2021 年 11 月   「住設アライアンス ( 連携 ) システム」のサービスを開始
- 2022 年 09 月   「水道申請ドットコム」「漏水調査ドットコム」の運営を開始
- 2023 年 07 月   「中小企業からニッポンを元気にプロジェクト」に参画
- 2024 年 04 月　板橋営業所を閉鎖、東京事務所を東京都江東区亀戸に開設